# تعال بعيدا (فلم)
تعال بعيداً (بالإنجليزية: Come Away) هو فيلم دراما فنتازيا من إنتاج 2020.الفيلم من إخراج بريندا تشامب مان وبطولة أنجلينا جولي،ديفيد أويلو،آنا شانسلور،كلارك بيترز،جوجو مباثا راو ومايكل كين.
تم عرض الفيلم لأول مرة في مهرجان صاندانس السينمائي في 24 يناير 2020، ومن المقرر عرضه في صالات السينما يوم 13 نوفمبر 2020.